# Geschwister Stock
Josef Stock (* 28. Oktober 1934; † 1942 im KZ Sobibor) und Rosel Stock (* 14. Juli 1937; † 1942 im KZ Sobibor) waren zwei jüdische Kinder aus Wiesbaden, die von den Nationalsozialisten deportiert und ermordet wurden. Sie stehen stellvertretend für die Opfer des Nationalsozialismus in Wiesbaden.
Die beiden Geschwister wurden als Kinder des Ehepaars Johanna und James Stock geboren und wuchsen in sehr ärmlichen Verhältnissen in Wiesbaden auf. Die Familie bewohnte zunächst eine Wohnung in der Jahnstraße 24 und zog später in eine kleine Hinterhofwohnung in der Walramstraße 31. Auf Anordnung der Behörden musste die Familie im Herbst 1939 zunächst in eine Baracke der Obdachlosensiedlung Mühltal ziehen, 1940 dann in das so genannte Judenhaus in der Ludwigstraße 3. Vorübergehend konnte das Ehepaar Stock ihren Sohn Josef im jüdischen Kinderheim von Bertha Pappenheim in Neu-Isenburg unterbringen.
Als am 23. Mai 1942 und am 10. Juni 1942 über 400 der noch in Wiesbaden lebenden jüdischen Bürger deportiert wurden, verschleppte man auch die Familie Stock. James Stock wurde im KZ Majdanek, seine Frau und die beiden Kinder im Vernichtungslager Sobibor ermordet.
Am 31. Januar 1995 beschloss der Stadtrat von Wiesbaden, in Mahnung der Gräuel der Nationalsozialisten den zentral gelegenen Cecilienplatz in Geschwister-Stock-Platz umzubenennen. Auch die am Platz liegende Kindertagesstätte trägt den Namen der beiden Kinder.